# آلبر دووال
آلبر دووال (فرانسوی: Albert Duval‎) قایقران قایق بادبانی اهل فرانسه بود.